# Berlin-Totale: Almstadtstraße
Berlin-Totale: Almstadtstraße ist ein Dokumentarfilm der Staatlichen Filmdokumentation beim Staatlichen Filmarchiv der DDR von Veronika Otten aus dem Jahr 1979. Er berichtet von dem Leben  in dieser Straße in Berlin-Mitte, vor allem mit ihrer jüdischen Geschichte.  

## Handlung
In diesem Film geht es um die  Almstadtstraße, bis 1952 Grenadierstraße, im ehemaligen Scheunenviertel. Hier wohnt der gelernte Werkzeugmacher Herr Miegel seit seiner Geburt im Jahr 1902 und erzählt im Jahr 1979 aus seinen Erinnerungen an diese Straße. Am Fenster stehend erklärt er, dass gegenüber seiner Wohnung in der Grenadierstraße 43, eine Treppe, sich eine jüdische Gebetsstube befand, in die er auch immer Bier liefern musste. Dazu kam es, da er 1926, nach dem Tod seines Vaters, dessen seit 1883 im Familienbesitz befindliche Gastwirtschaft im gleichen Haus übernehmen musste. Die Juden waren häufig seine Gäste, natürlich außer am Sabbat, mit denen er auch problemlos auskam. Das gute Verhältnis zu ihnen bestand bis zur Machtübernahme durch Adolf Hitler, als nichts mehr an sie ausgeschenkt werden durfte und sie immer weniger wurden. Bis dahin spielte sich das Leben der Juden hauptsächlich auf der Straße ab, da wurde geschachert, gehandelt und Informationen ausgetauscht.
Von der Münzstraße bis zur Schendelgasse war eine Straßenseite mit Wagen von Händlern für Obst, Gemüse und Geschirr belegt. Auch feste Geschäfte, wie zwei koschere Fleischereien, zwei Geflügelschlächtereien, zwei Backwarengeschäfte, zwei Fischgeschäfte und ein Papierwarengeschäft, waren reichlich vorhanden. Die Gegend war auch der Grund für den Besuch von Juden aus anderen Stadtbezirken, um hier billig einzukaufen. An jüdischen Feiertagen ging es sehr vornehm zu, da sich alle elegant angezogen hatten, was fast an eine Modenschau erinnerte. Zum Laubhüttenfest wurden Lauben auf den Höfen aufgebaut, die mit Tannengrün abgedeckt wurden und in denen dann gegessen und getrunken werden konnte. Natürlich durften Frauen, wie bei anderen religiösen Aktivitäten, daran nicht teilnehmen. 
In der Almstadtstraße lebten auch viele Dirnen und Zuhälter, sowie Hausierer, Schnorrer und Bettler, die den Juden angehörten, während die Penner und Asozialen nicht dazugehörten.
Nachdem eine Reihe historischer Fotografien aus der Grenadierstraße zu sehen sind, kommt die am Fenster stehende, 81-jährige Frau Kramp zu Wort. Sie erzählt, dass sie 1931 im gegenüberliegenden Haus eingezogen ist und nun bereits seit 1965 in der Almstadtstraße 23 wohnt. Viele Jahre hat sie um die Ecke im Kino Babylon gearbeitet, dazwischen war sie 14 Jahre in Berlin-Mariendorf beschäftigt. Befragt nach ihren Erinnerungen an die Kristallnacht, berichtet sie, dass sie nach der Arbeit nicht bis zu ihrem Haus kam, da alle Gegenstände aus der, in der Straße befindlichen, Synagoge ins Freie geworfen und angezündet wurden. Das Gleiche passierte auch bei einigen jüdischen Geschäften. Die jüdischen Männer wurden abgeholt und in das Polizeirevier in der Hankestraße gebracht, während die Frauen davor standen und weinten, später wurden auch sie abgeholt.
Nach diesem Interview zeigt die Kamera viele der renovierungsbedürftigen Häuser, mit den immer noch lesbaren Aufschriften der ehemaligen Geschäfte und Firmen. Auch sind sehr viele Lücken zwischen den Häusern zu sehen, die durch die Bombardierung im Zweiten Weltkrieg entstanden und die zum Teil mit Garagen bebaut wurden.
Nächste Gesprächspartnerin ist die Schauspielerin, Autorin und Kulturpolitikerin der DDR Mischket Liebermann, die 1914 im Alter von neun Jahren, nach der Flucht aus Galizien, in der Grenadierstraße 29, der heutigen Almstadtstraße 10, mit ihren Eltern ankam. Sie bewohnten dort in einem zweistöckigen Gebäude eine Wohnung mit vier Zimmern und im Erdgeschoss befand sich eine koschere Gaststätte. Wenn der Vater, ein Rabbiner aus dem Fenster schaute, musste er unweigerlich auf die Strichmädchen blicken, die Tag und Nacht auf der anderen Straßenseite auf und ab liefen. Wie auch viele andere Juden baute sich der Vater auf dem Hof zum Laubhüttenfest eine Hütte, die allerdings etwas größer war, so dass darin auch Juden feiern konnten, die keine eigene Hütte hatten. In diesen sieben Tagen stand die Hütte auch für die Gebete zur Verfügung, die sonst im Gebetshaus in der Grenadierstraße 31 im Erdgeschoss stattfanden. Darüber befand sich für die Kleinen die jüdische Schule. Nachdem Frau Liebermann einige Zeilen aus ihrem Buch Aus dem Ghetto in die Welt vorgelesen hat, in dem sie auch über ihre Jahre in der Grenadierstraße schreibt, zeigt man sie, wie sie noch einmal durch die Almstadtstraße geht. Sie hofft, noch jemanden zu treffen, den sie kennt, was jedoch nicht passiert.

## Produktion und Vorführungen
Dieser Film wurde durch die 
 Staatliche Filmdokumentation am Filmarchiv der DDR mit dem Reihentitel Berlin-Totale. Ein Filmdokument der Staatlichen Filmdokumentation. XIV. Stadtgeschichte, Denkmale und Denkmalspflege. 2. Historische Straßen und Plätze. d. Almstadtstraße gedreht.
Er war schwarzweiß im 16-mm-Format und nicht für eine öffentliche Aufführung vorgesehen.
Der Film Almstadtstraße wurde 2021 beim Dokumentarfilmfestival in Leipzig und im Zeughauskino in Berlin gezeigt, 2023 im Centrum Judaicum in Berlin und 2025 wieder im Zeughauskino.